# Eurobahn
Az Eurobahn (a cég saját írásmódja: eurobahn) a mainzi székhelyű Keolis Deutschland GmbH & Co. KG képviselete. Az Eurobahn több német szövetségi államban, így Észak-Rajna–Vesztfáliában és Alsó-Szászországban végez helyközi vasúti személyszállítást.
2007 végéig az Eurobahn a mainzi székhelyű Rhenus Keolis GmbH & Co. KG-hoz tartozott, majd 2007. december 1-jével (részben SNCF-tulajdonú) Keolis SA és a Rhenus logisztikai csoport útjai elváltak: az Eurobahn Bielefeld teljes egészében a Keolishoz kerül, minden további közlekedési tevékenység, beleértve a Donnersbergbahnt (Alzey–Kirchheimbolanden) a Rhenus-Veniróhoz.

## Jelenlegi vonalak
| Vonal             | Menetrendi mező | Viszonylat                      | Üzemeltetési időszak          |
| ----------------- | --------------- | ------------------------------- | ----------------------------- |
| Lammetalbahn      | 322             | Hildesheim–Bodenburg            | 2003. december–2011. december |
| Weserbahn         | 372             | (Bünde–)Löhne–Hameln–Hildesheim | 2003. december–2011. december |
| Ravensberger Bahn | 386             | Bielefeld–Bünde–Rahden          | 2000. május 28-tól            |
| Lipperländer      | 404             | Bielefeld–Lemgo                 | 2000. május 28-tól            |

## Jövőbeni vonalak
Az Eurobahn megnyerte a Hellweg-hálózatra vonatkozó pályázatot és 2008 decemberétől az RB 89 (Münster–Hamm–Paderborn–Warburg), az RB 69 (Münster–Hamm–Bielefeld), az RB 59 (Dortmund–Unna–Soest) és az RB 50 (Dortmund–Lünen–Münster) számú vonalakon is szolgáltat majd.
Az Eurobahn 2007 márciusában megszerezte a Maas-Rajna-Lippe-hálózat üzemeltetését is. Ezzel 2009 decemberétől 16 éven át az RE 3 (Düsseldorf–Oberhausen–Dortmund–Hamm) és az RE 13 (Venlo–Mönchengladbach–Düsseldorf–Hagen–Hamm) vonalakon is közlekedtet vonatokat.
| Vonal                      | Menetrendi mező | Viszonylat                       | Üzemeltetési időszak         |
| -------------------------- | --------------- | -------------------------------- | ---------------------------- |
| RB 50 Der Lünener          | 411             | Münster–Dortmund                 | 2008 december– 2018 december |
| RB 59 Hellwegbahn          | 431             | Dortmund–Soest                   | 2008 december– 2018 december |
| RB 69 Ems-Börde-Bahn       | 410, 400        | Münster–Hamm–Bielefeld           | 2008 december– 2018 december |
| RB 89 Ems-Börde-Bahn       | 410, 430        | Münster–Paderborn–Warburg        | 2008 december– 2018 december |
| RE 3 Rhein-Emscher-Express | 415, 416        | Düsseldorf–Gelsenkirchen–Hamm    | 2009 december– 2025 december |
| RE 13 Maas-Wupper-Express  | 485, 455        | Venlo–Mönchengladbach–Hagen–Hamm | 2009 december– 2025 december |

## Járművek
- Weserbahn és Lammetalbahn: LINT 41
- Ravensberger Bahn és Der Lipperländer: Bombardier Talent
- Minden jövőbeni vonalon: Stadler FLIRT (három-, négy- és ötrészes)